# 브라운 버니
《브라운 버니》(영어: The Brown Bunny)는 2003년 공개된 미국의 로드 무비이다. 빈센트 갤로가 감독과 각본을 맡았다.

## 같이 보기
- 2003년 칸 영화제